# Beauregard-Baret
Beauregard-Baret è un comune francese di 815 abitanti situato nel dipartimento della Drôme della regione dell'Alvernia-Rodano-Alpi.

## Società

### Evoluzione demografica
Abitanti censiti